# Grenlandija
Grenlandija, monotispki rod vodenog bilja čija je jedina vrsta Groenlandia densa, hrvatski poznata kao gustolisna grenlandija ili gustolisni mrijesnjak. Pripada porodici Potamogetonaceae.
Vrsta je raširena po Europi, sjevernoj Africi (Maroko, Alžir, Tunis), sjevernom Kavkazu, Armeniji, Turskoj, Iranu i Libanonu

## Sinonimi
- Buccaferrea densa (L.) Bubani
- Potamogeton densus L.
- Potamogeton densus var. serratus (L.) Nyman
- Potamogeton densus subsp. serratus (L.) K.Richt.
- Potamogeton densus var. setaceus (L.) Nyman
- Potamogeton densus subsp. setaceus (L.) K.Richt.
- Potamogeton exstipulatus Muhl.
- Potamogeton oppositifolius DC.
- Potamogeton pauciflorus Lam.
- Potamogeton serratus L.
- Potamogeton setaceus L.

## Vanjske poveznice
|  | Zajednički poslužitelj ima još gradiva o temi Groenlandia densa |
|  | Wikivrste imaju podatke o taksonu Groenlandia densa             |